# Slobodan Jakovljević
Slobodan Jakovljević (in serbo Слободан Јаковљевић?; Pristina, 26 maggio 1989) è un calciatore serbo, difensore dello Zrinjski Mostar.

## Carriera
In carriera ha giocato 16 partite di qualificazione alle coppe europee, di cui 6 per la Champions League e 10 per l'Europa League.

## Palmarès

### Club

#### Competizioni nazionali
- Campionato bosniaco: 5

Zrinjski Mostar: 2016-2017, 2017-2018, 2021-2022, 2022-2023, 2024-2025
- Coppa di Bosnia: 2

Zrinjski Mostar: 2022-2023, 2023-2024